# Maphalaleni
Maphalaleni ist ein Inkhundla (Verwaltungseinheit) im Zentrum der Region Hhohho in Eswatini. Es ist 574 km² groß. Die Verwaltungseinheit hatte 2007 gemäß Volkszählung 19.454 Einwohner.

## Geographie
Das Inkhundla liegt im Zentrum der Region Hhohho.

## Gliederung
Das Inkhundla gliedert sich in die Imiphakatsi (Häuptlingsbezirke) Emcengeni, Emfeni, Endlozeni, Ensingweni, Madlolo und Maphalaleni.